# Amie Wilkinson
Amie Wilkinson   (Boston, 4 d'abril de 1968) és una matemàtica estatunidenca que treballa en teoria ergòdica i sistemes dinàmics. És professora a la Universitat de Chicago.

## Biografia
Es va llicenciar en matemàtiques a la Universitat Harvard l'any 1989 i va obtenir el doctorat a la Universitat de Berkeley (Califòrnia) l'any 1995, sota la direcció de Charles C. Pugh. És actualment professora de matemàtiques a la Universitat de Chicago.
La recerca de Wilkinson se centra en les propietats geomètriques i estadístiques dels difeomorfismes i els fluxos amb un èmfasi particular en la ergodicitat estable i en la hiperbolicitat. En una sèrie d'articles amb Christian Bonatti i Sylvain Crovisier, Wilkinson va estudiar els centralitzadors dels difeomorfismes resolent, mitjançant la topologia C1, el dotzè problema de Smale.
Va rebre l'any 2011 el Premi Satter de Matemàtiques, en part pel seu treball amb Keith Burns sobre l'ergodicitat estable dels sistemes parcialment hiperbòlics. Com a ponent convidada va fer una xerrada sobre «Sistemes Dinàmics i Equacions Diferencials Normals» en el Congrés Internacional de Matemàtics celebrat l'any 2010 a Hyderabad, Índia. Al 2013 va ser nomenada fellow de la Societat Americana de Matemàtica, per «les seves contribucions en sistemes dinàmics».